# Linda Hazzard
Linda Hazzard lub Linda Burfield Hazzard (ur. 18 grudnia 1867 w Carver, zm. 24 czerwca 1938 w Olalla), nazywana „Starvation Doctor”, czyli „Doktor głód” – amerykańska znachorka, naturoterapeutka, oszustka podająca się za lekarkę i morderczyni. Jest autorką metody stosowania głodówki jako środka pseudoleczniczego na wszelakie choroby. Twórczyni hipotezy o detoksykacji organizmu w czasie głodzenia się. Autorka książki promującej głodówki lecznicze pt. Fasting for the Cure of Disease (wyd. 1908). Uznawana za seryjną morderczynię, choć liczba jej ofiar pozostaje nieznana. Wiadomo, że zalecana i nadzorowana przez nią dieta głodowa doprowadziła w latach 1908–1912 do śmierci co najmniej 15 osób oraz przyczyniła się do śmierci kolejnych 2 osób. Hazzard jest także podejrzewana o zastrzelenie swojego pacjenta Eugene’a Stanleya Wakelina. Możliwe, że dokonała także kolejnych zabójstw w latach 1902–1907 oraz 1920–1935. Zmarła w 1938 roku w wyniku stosowanych przez siebie głodówek.

## Życiorys
Linda Hazzard urodziła się jako Lynda Laura Burfield w miasteczku Carver w amerykańskim stanie Minnesota. Była jednym z ośmiorga dzieci Montgomery’ego Burfielda i Susanny Burfield z domu Wakefield. Jej przodkowie zajmowali się znachorstwem, a także byli pierwszymi nauczycielami Lindy w kierunku pielęgniarskim. Formalnie nie miała wykształcenia medycznego, ale w późniejszych latach uzyskała licencję na udzielanie porad lekarskich w stanie Waszyngton na podstawie przepisu, który osobom bez tytułu doktora medycyny umożliwiał dziedziczenie raz nabytego prawa do udzielania porad z zakresu tak zwanej medycyny alternatywnej (osteopatii w przypadku Hazzard). Według własnej książki The Science of Fasting studiowała u Edwarda Deweya, promotora idei stosowania postów prozdrowotnych, choć brak jest na to dowodów.
W wieku 18 lat wyszła po raz pierwszy za mąż. 13 lat później, w 1898 roku, opuściła męża i dwoje dzieci, by zająć się karierą naturoterapeutki w Minneapolis. W 1902 roku uzyskała rozwód i w tym samym czasie została oskarżona o kradzież kosztowności (wartościowych pierścionków) należących do pacjentki, która zmarła na skutek głodzenia. Linda Hazarrd zaprzeczyła kradzieży. Według śledczych pacjentka mogła umrzeć na skutek stosowania zaleceń Hazzard.
Opuściwszy Minneapolis, poślubiła Samuela Christmana Hazzarda, absolwenta West Point i byłego wojskowego (zwolniony ze służby po oskarżeniu o sprzeniewierzenie funduszy należących do armii). Samuel Hazzard był dwukrotnie żonaty, zanim ożenił się z Lindą. Z jedną z żon nigdy się nie rozwiódł.
Założyła wraz z mężem Samuelem w 1906 pseudosanatorium pod nazwą Instytut Terapii Naturalnej Hazzardów (ang. Hazzard’s Institute of Natural Therapeutics), początkowo z siedzibą w Seattle, a ostatecznie przeniesione do osady Olalla w stanie Waszyngton do budynku o nazwie Wilderness Heights. Pacjenci pościli lub byli przetrzymywani siłą i w sposób brutalny głodzeni przez wiele tygodni. Niektórzy pacjenci przeżywali kurację i publicznie opisywali jej zalety, co przyczyniło się do popularności diety i ośrodka. Większość kuracjuszy będących pod jej opieką jednak zmarła. Szacunkowo w latach 1908–1912 były to dziesiątki osób, jednak na podstawie rozprawy sądowej wiadomo na pewno o 15 ofiarach bezpośrednich i dwóch dodatkowych, co do których przyczyniła się w znacznym stopniu. Hazzard twierdziła, że wszyscy zmarli z powodu nierozpoznanych wcześniej lub błędnie zdiagnozowanych chorób, takich jak nowotwory lub marskość wątroby.
W 1913 roku została skazana na 20 lat pozbawienia wolności z możliwością ubiegania się o zwolnienie warunkowe po dwóch latach za uśmiercenie Claire Williamson motywowane kradzieżą należących do denatki kosztowności. Została również oskarżona o współudział i przyczynienie się do śmierci 14 innych osób, w tym Lewisa E. Radera – członka Izby Reprezentantów stanu Waszyngton, co do trzech innych ofiar podejrzenia wówczas nie zostały potwierdzone (Eugene Stanley Wakelin, Fred Ebson oraz Daisey Haglund – w jej przypadku potwierdzono później, że również jest ofiarą Hazzard). W 1913 roku została osadzona w waszyngtońskim więzieniu stanowym w Walla Walla. Została uwolniona warunkowo po dwóch latach (26 grudnia 1915). Po sześciu miesiącach została zwolniona z konieczności odbycia pozostałej części kary poprzez ułaskawienie.
Po skazaniu Lindy Hazzard jej ośrodek zaczął być potocznie nazywany „Starvation Heights” (w wolnym tłumaczeniu „Wzgórza Głodu”), a ona sama otrzymała swój przydomek. Równocześnie proponowana przez nią dieta straciła na popularności.
Po tych wydarzeniach na mocy ułaskawienia została zmuszona do emigracji. Wraz z mężem Samuelem Hazzardem, który był w tym czasie oskarżony o bigamię, udała się do Nowej Zelandii. Zaczęła praktykować tam jako lekarka, za co została skazana na karę grzywny. Dalej praktykowała bez wymaganej zgody na udzielanie porad lekarskich, dietetycznych i osteopatycznych, za co groził jej areszt, w związku z tym w 1920 roku wróciła do Stanów Zjednoczonych.
W 1920 roku w miejsce poprzedniego pseudosanatorium założyła szkołę i instytucję zajmującą się badaniem głodówek leczniczych o nazwie „Linda Hazzard School of Health”. W tym miejscu udzielała również potajemnie porad medycznych, choć jej uprawnienia do tej aktywności zawodowej zostały odebrane. W tym czasie wydała kolejną książkę Fasting for the Cure of Disease. Ośrodek działał do 1935, gdy został zniszczony na skutek pożaru o niewyjaśnionej przyczynie. W 1938 roku Linda Hazzard zmarła w wieku 70 lat wskutek głodzenia się.

## Dieta Hazzard
Podstawową dietą stosowaną w ośrodku i zalecaną przez Lindę Hazzard w książce Fasting for the Cure of Disease (wyd. 1908) była dieta głodowa zawierająca niewielkie porcje (w wersji podstawowej jest to około 1 łyżki) musu pomidorowego, szparagowego, soku pomarańczowego. Wskazane było co jakiś czas spożywanie pomarańczy na śniadanie lub kremu ziemniaczanego (warzywnego) jako całodzienne danie. Dozwolone było również picie wody w ilości do 12 kwart (11,35 litra) lub w wersji rozszerzonej – piwa lub mleka, co hipotetycznie miało spowodować wymywanie toksyn z organizmu oraz rzekomo rozpocząć proces samoleczenia organizmu.
Dieta Hazzard jest wzorowana na diecie Henry’ego Tannera (z roku 1877) oraz diecie Edwarda Deweya. Hazard wzbogaciła proponowane diety o pseudonaukowe twierdzenia dotyczące samooczyszczania organizmu. Dieta głodowa jest dietą niedoborową, szkodliwą dla zdrowia i życia człowieka. Mimo iż zostało to udowodnione jednoznacznie, już po śmierci Lindy Hazzard (na podstawie eksperymentu przeprowadzonego na Uniwersytecie Minnesoty w 1944 oraz z danych uzyskanych w czasie trwania głodowej zimy) to nadal przypisuje się diecie Hazzard prozdrowotne właściwości, a książki Scientific Fasting: The Ancient and Modern Key to Health i Fasting for the Cure of Disease zostały wydane w postaci przedruków.

## Śmierć Daisey Haglund (1908)
Daisey Haglund była pierwszą (a według innych źródeł drugą po Elgin Cox) zmarłą pacjentką kliniki Hazzardów w Ollala. Zmarła 26 lutego 1908 w wieku 38 lat, po przejściu na dietę Lindy Hazzard, którą stosowała przez 50 dni. Haglund była emigrantką z Norwegii i żoną bogatego osadnika, spadkobiercy Alki Point (obecnie wschodnia dzielnica Seattle). Haglund osierociła trzyletniego syna Ivara (w latach późniejszych założyciela sieci restauracji Ivar’s Seafood Restaurants). Hazzard została postawiona w stan oskarżenia pod zarzutem morderstwa Haglund, jednak ostatecznie wina nie została jej udowodniona. Rozpoznaną przyczyną śmierci był nowotwór żołądka. Początkowo nie udowodniono Hazzard motywu finansowego morderstwa, choć głodówkom poddawani byli również mąż Daisey i jej syn, w tym w okresie po śmierci żony i matki. Nie ustalono, czy Haglund została okradziona. Ostatecznie śmierć Daisey przypisuje się Hazzard, a jako przyczynę śmierci uznaje się zagłodzenie, pomimo że pacjentka była śmiertelnie chora i według opinii badającego ją patomorfologa wkrótce by zmarła. Mimo licznych dowodów Linda Hazzard nie została za swój czyn skazana, ponieważ na jej korzyść przeważyły zeznania Johna Ivara Haglunda, męża Daisey.

## Morderstwo Claire Williamson (1911)
Zbrodnia ta była podstawą aresztowania i skazania Lindy Hazzard za pozbawienie życia poprzez nakłanianie do niejedzenia, co było motywowane chęcią osiągnięcia korzyści materialnej w wysokości 6000 dolarów, w postaci odzieży, rzeczy osobistych i biżuterii (m.in. diamenty i szafiry).
W 1911 roku Dorothea (Dora) i Claire Williamson, opisywane jako zamożne siostry, sieroty po bogatym oficerze armii brytyjskiej, w wieku ponad 30 lat, rozpoczęły rzekome leczenie pod nadzorem Lindy Hazzard. Początkowo siostry były poddawane zabiegom w wynajętym przez siebie mieszkaniu w Seattle. Zalecana pseudoterapia polegała na ograniczeniu spożywanych potraw wyłącznie do zupy-kremu jarzynowego. Spodziewanym efektem miała być detoksykacja organizmu, mimo iż siostry Williamson były zdrowe. Uzupełnieniem diety były lewatywy oraz zabiegi manualne (masaże osteopatyczne), które wykonywała osobiście Hazzard, regularnie bywając w mieszkaniu sióstr. W tym czasie Hazzard przywłaszczyła pierścionki z brylantami należące do obu sióstr, pod pretekstem przechowania ich w sejfie na czas terapii. Najpóźniej w kwietniu 1911 siostry zostały przeniesione do pseudosanatorium Wilderness Heights, gdzie obie były głodzone, również wbrew ich woli i z użyciem przemocy. Hazzard zmusiła Claire do zmiany testamentu, umieszczając zapis o stypendium na rzecz instytutu Hazzard, oraz wolę, by po jej śmierci jej ciało poddać kremacji pod nadzorem Hazzard.
30 kwietnia Margaret Conway, przebywająca w Sydney przyjaciółka rodziny Williamson i niania z dzieciństwa sióstr, otrzymała anonimowy telegram z prośbą o odwiedzenie Dorothei i Claire w ośrodku w Ollala. Margaret przybyła w czerwcu 1911 do Seattle, tam spotkała się z Samem Hazzardem, który powiadomił ją o śmierci Claire i chorobie psychicznej Dorothei. Według późniejszych zeznań innych pacjentek ośrodka siostry sprawiały wrażenie obłąkanych od początku pobytu w pseudosanatorium. Margaret zeznała też, że okazano jej zabalsamowane ciało w kostnicy, ale nie rozpoznała go jako zwłok Claire Williamson. Według patomorfologa w chwili śmierci Claire Williamson ważyła około 50 funtów (tj. 23,5 kg). Następnie Margaret spotkała się z Dorotheą w sanatorium, według jej zeznań była ona wychudzona i błagała swoją byłą nianię o pomoc w opuszczeniu sanatorium. Na opuszczenie nie zgodzili się Hazzardowie, wskazując konieczność uiszczenia opłaty za pobyt. Następnego dnia Dorothea powiedziała Margaret, która przybyła z pieniędzmi, że nie chce opuszczać ośrodka, ponieważ głodowanie jest dla niej korzystne. Margaret zeznała, że nie widziała innych lokatorów ośrodka oraz że dostarczała potajemnie pożywienie głodującej Dorothei.
4 lipca 1911 roku odbyła się na terenie ośrodka zabawa z okazji Święta Niepodległości. Według zeznań Margaret Conway, która była obecna na uroczystości, Linda Hazzard była ubrana w kosztowną, jedwabną suknię należącą do Claire Williamson i jej kapelusz. Dorothea nie była obecna na zabawie ze względu na osłabienie organizmu, jednak dwie inne pacjentki poinformowały Margaret, że osoby w tym sanatorium są przetrzymywane wbrew ich woli i z użyciem przemocy. Conway nie mogła tego dnia zabrać Dorothei, ponieważ stan pensjonariuszki nie pozwalał jej na samodzielne podjęcie decyzji, a Linda Hazzard przedstawiła pełnomocnictwo do decydowania o wszelakich (życiowych i majątkowych) sprawach Williamson. Uwolnienie Dorothei okazało się możliwe dzięki pomocy prawnej jednego z członków rodziny i uiszczeniu opłaty za rzekome leczenie.
W chwili zwolnienia Dorothea ważyła 60 funtów (tj. 27 kg), była skrajnie wycieńczona oraz miała objawy chorób neurologicznych. W związku z jej stanem zdrowia oraz na podstawie zeznań Margaret Convay dotyczących przekazanych jej informacji przez dwie pensjonariuszki, policja wkroczyła do ośrodka w Ollala. Linda Hazzard została aresztowana w sierpniu 1911 r. W trakcie procesu przyznała się do zalecania i nadzorowania stosowania głodówek w ośrodku w Ollala w przypadku kilkunastu osób, ale nie zeznawała w sprawie Claire Williamson. Na jej korzyść miał natomiast zeznawać John Ivar Haglund, mąż wcześniejszej ofiary Hazzard. Na podstawie licznych zeznań, ustaleń patomorfologa i sfałszowanych dokumentów z pełnomocnictwami Claire Williamson, Linda Hazzard została uznana winną nakłaniania swojej pacjentki do zagłodzenia się.